# Tallbackafjärden
Tallbackafjärden är en fjärd i Finland. Den ligger i landskapet Nyland, i den södra delen av landet, 22 km sydväst om huvudstaden Helsingfors.
Tallbackafjärden ligger mellan fastlandet i nordväst och Bylandet i sydöst.